# Engilekin, Boyabat
Engilekin là một xã thuộc huyện Boyabat, tỉnh Sinop, Thổ Nhĩ Kỳ. Dân số thời điểm năm 2011 là 78 người.